# Smash TV
Pour l’article homonyme, voir Smash TV (jeu vidéo).
Smash TV est un duo allemand de musique électronique. Initialement composé de Holger Zilske & Michael Schmidt, Holger est maintenant seul aux commandes. On lui doit également la production ou la coproduction de disques électroniques comme ceux de la DJ/Productrice Ellen Allien tels que Berlinette ou Thrills ou des tracks du I Com de Miss Kittin. La plupart des disques de Smash TV sont d'ailleurs distribués par Ellen Allien par le biais du label berlinois Bpitch Control.

## Discographie
2001
- Electronic boy (Bpitch Control)
- Now (Bpitch Control)
- Rock On Boy (Bpitch Control)
- Sylvie Marks Baby Take Me A Little Bit Higher (Smash TV Remix) (Bpitch Control)
- Toktok Vs. Soffy O Missy Queen (Smash TV Remix) (Bpitch Control)
- Toktok Vs. Soffy O Missy Queen's Gonna Die (Smash TV) (Fuel Records)

2002
- Electrified (Bpitch Control)
- Nodoby Remixes (Bpitch Control)

2003
- Hi-Jacked (Bpitch Control)
- Golden Boy With Miss Kittin Autopilot (Nachtfahrt Remix) (Ladomat 2000)

2004
- Bits For Breakfast (Bpitch Control)
- Queen Of Men Remixe (Bpitch Control)
- Mediengruppe Telekommander Trend (Smash TV's Speed Demon Remix) (Mute Tonträger)

2005
- Tech-Tech-Talk (Bpitch Control)

2006
- Air/Earth (Bpitch Control)
- Earth/Air (Vendetta Records)
- Yellow Asteroids (Bpitch Control)
- Raz Ohara Fireball (Smash TV's Steady Burning Mix) (Electric Avenue Recordings)